# Promised Land (canción)
"Promised Land" ("Tierra prometida") es la letra de una canción escrita por Chuck Berry para la melodía de  "Wabash Cannonball", una canción folk norteamericana. Berry grabó la canción por primera vez para su álbum St. Louis to Liverpool.en 1964. A su vez ese mismo año se editó como disco sencillo siendo el cuarto lanzamiento de un disco simple de Berry mientras este cumplía una condena en la cárcel. 
Promised land se convirtió luego en un éxito de Elvis Presley en su versión de 1974 como sencillo y que se incluyera al año siguiente en el álbum que llevaba el mismo nombre, Promised Land alcanzando varios puestos en las listas de éxitos tras su lanzamiento al mercado.  

## Antecedentes
Berry escribió la canción mientras estaba en prisión y tomó prestado un atlas de la biblioteca de la prisión para trazar el itinerario turístico descripto en ella. En la letra, el cantante (que se refiere a sí mismo como "el niño pobre") cuenta su viaje desde Norfolk, Virginia, hasta la "Tierra Prometida", en este caso Los Ángeles, California, mencionando varias ciudades de los estados del sur por las que pasa en su viaje. El protagonista  sube a un autobús Greyhound en Norfolk, Virginia, que pasa por Raleigh, Carolina del Norte, se detiene en Charlotte, Carolina del Norte y pasa por alto Rock Hill, Carolina del Sur. 
El autobús sale de Atlanta pero se avería, dejándolo varado en el centro de Birmingham, Alabama. Luego toma un tren "a través del Mississippi limpio" hasta Nueva Orleans. De allí se dirige a Houston, donde "la gente de allí que se preocupa un poco por mí" le compra un traje de seda, equipaje y un billete de avión a Los Ángeles. Al aterrizar en Los Ángeles, llama a Norfolk, Virginia para decirle a la gente de su país que llegó a la "tierra prometida" 

## Listas
| Listas (1964)          | Posición alcanzada |
| ---------------------- | ------------------ |
| Canadá RPM Top Singles | 30                 |
| UK Singles Chart       | 26                 |
| US Billboard Hot 100   | 41                 |

## Versión de Elvis Presley
Elvis Presley grabó su propia versión del tema en los estudios Stax de Memphis, Tennesee el 15 de diciembre de 1973. El tema se editó como disco sencillo junto a la canción It's Midnight en su cara B el 1 de octubre de 1974. Casi la totalidad de los temas compuestos por Berry eran del agrado de Elvis y ambos artistas se profesaban mutuo respecto, habiendo incluso ido Elvis a ver alguno de los espectáculos de Berry en Las Vegas. 
Elvis grabó la canción respaldado por la que él denominaba la "TCB band" resultando uno de los sencillos más destacables de su discografía en los años 70s. Ambos temas se convirtieron en parte del repertorio de Elvis en sus presentaciones en vivo logrando cifras de ventas superiores a las 320.000 copias en los Estados Unidos.  La interpretación de Presley entró en varias listas más que la original de Berry, y alcanzó incluso los primeros puestos en listas europeas. 
En 1997 la versión de Presley de la canción, fue incorporada en la banda sonora de la película de ciencia ficción "Men in black: The Game" ("Hombres de Negro"). 

### Músicos
- Elvis Presley –Voz y coros
- James Burton – guitarra eléctrica líder
- Johnny Christopher — guitarra rítmica
- Charlie Hodge – guitarra acústica rítmica
- Norbert Putnam – bajo
- David Briggs – piano,órgano y percusión
- Per Eric “Pete” Hallin – clavinet
- Ronnie Tutt – batería
- Randy Cullers – cencerro

## Listas
| Listas (1974)                     | Posición alcanzada |
| --------------------------------- | ------------------ |
| Canadá RPM Top Singles            | 19                 |
| España                            | 25                 |
| Frncia                            | 25                 |
| Irlanda IRMA                      | 7                  |
| UK Singles Chart                  | 9                  |
| US Billboard Hot 100              | 14                 |
| US Cash Box Top 100               | 22                 |
| US Billboard Easy Listening Chart | 11                 |